# Grande Porto

De locatie van Grande Porto in het noorden van Portugal.

Grande Porto (Groot-Porto) is een Portugees metropolitane gemeenschap en NUTS 3-gebied en bevat de gehele stadsregio van Porto. Het heeft een oppervlakte van 817 km² en rond de 1,8 miljoen inwoners. Daarmee is het de op een na grootste stadsregio van Portugal, na Grande Lisboa (Groot-Lissabon).

## Gemeenten
Er zijn 11 gemeenten die deel uitmaken van deze regio:
- Espinho
- Gondomar
- Maia
- Matosinhos
- Porto
- Póvoa de Varzim
- Santo Tirso
- Trofa
- Valongo
- Vila do Conde
- Vila Nova de Gaia